# Ralph Cudworth

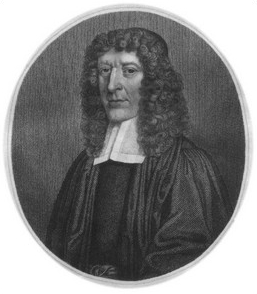
Ralph Cudworth.

Ralph Cudworth, född 1617, död 26 juni 1688, var en engelsk teolog och filosof.
Cudworth var professor i hebreiska vid Cambridge University. Han tillhörde den så kallade cambridgeplatonismen och bekämpade i sina skrifter en mekanisk naturuppfattning och företrädde, främst i polemik med Thomas Hobbes, en på läran om medfödda idéer uppbyggd spekulativ metafysik, hävdande Guds personlighet, viljans frihet och människans därav följande ansvar i valet mellan gott och ont. Cudworth hann bara fullborda del 1 av sitt berömda arbete The true intellectual system of the universe (1678). Hans Treatise concerning eternal and immutable morality, utgavs först 1731.